# Khalifa Belqasim Haftar
Khalīfa Belqāsim Ḥaftar al-Ferjānī (in arabo خليفة بلقاسم حفتر الفرجاني‎?; Agedabia, 7 novembre 1943) è un generale e politico libico.
Nell'aprile del 2011 è stato promosso al grado di tenente generale dalle autorità del Consiglio nazionale di transizione libico. Nel novembre 2021 Khalifa Haftar ha annunciato la sua candidatura alle elezioni presidenziali del dicembre 2021.

## Biografia
Haftar è nato ad Ajdabiya, ed è un membro della tribù al-Ferjānī. Ha studiato alla scuola al-Huda ad Ajdabiya nel 1957 e poi si è trasferito a Derna per ottenere la sua istruzione secondaria tra il 1961 e il 1964. È entrato a far parte dell'Accademia militare dell'Università di Bengasi il 16 settembre 1964 e si è laureato lì nel 1966. Alla fine degli anni '70, ricevette un addestramento militare in Unione Sovietica, completando una speciale laurea triennale per ufficiali stranieri inviati a studiare in URSS, presso l'Accademia militare MV Frunze. Haftar in seguito ha proseguito l'addestramento militare in Egitto.
Da giovane ufficiale dell'esercito, Haftar prese parte al colpo di stato che portò al potere Muammar Gheddafi nel 1969, assistendolo nel rovesciamento del re Idris. Poco dopo, Haftar divenne un alto ufficiale militare di Gheddafi. Comandò le truppe libiche a sostegno delle truppe egiziane che entravano nel Sinai occupato da Israele nel 1973.
Come altri membri della giunta che ha rovesciato la monarchia, Haftar è un laico ed era un nasserista. Era un membro del Consiglio del comando rivoluzionario che governava la Libia subito dopo il colpo di stato. Haftar in seguito divenne il capo di stato maggiore militare di Gheddafi. Alla fine degli anni '80, Haftar comandò le forze libiche durante il conflitto ciadiano-libico, che si concluse con una sconfitta per la Libia.

### Guerra contro il Ciad
Nel conflitto tra Ciad e Libia fu uno dei comandanti dell'esercito del regime di Muʿammar Gheddafi. Nel 1987, durante la guerra contro il Ciad, fu preso prigioniero nel corso della battaglia di Wadi al-Dum. In prigionia formò un contingente di circa 2 000 prigionieri libici, la "Forza Haftar", equipaggiata dagli Stati Uniti, col compito di rovesciare il regime libico. Fu rilasciato nel 1990 grazie ai buoni uffici statunitensi e trascorse quasi 20 anni negli USA, ottenendo anche la cittadinanza di quel Paese. Nel 1993, mentre si trovava nella sua residenza di Vienna, in Virginia, fu condannato in patria, in contumacia, alla pena capitale per "crimini contro la Jamāhīriyya libica". Alcune fonti parlano anche di suoi legami con la CIA, comunque smentite dallo stesso generale.

### Rientro in Libia
Nel 2011 è tornato in patria per sostenere attivamente l'insurrezione contro il regime di Gheddafi. In marzo un portavoce militare ha annunciato che Haftar era stato nominato comandante dell'apparato militare, ma il Consiglio nazionale di transizione ha negato tutto ciò. Ad aprile Abd al-Fattah Yunis ha assunto la funzione di comandante in capo delle forze armate ribelli, Omar al-Hariri ha assunto la carica di Capo di Stato Maggiore di Yunis e Haftar è diventato il numero 3 della gerarchia dell'esercito, col grado di tenente generale.

### Tentativo di golpe militare
Nel febbraio del 2014, Haftar apparve in televisione per annunciare che il Governo libico era stato sospeso. Il suo annuncio fu subito smentito dal Primo ministro libico ʿAlī Zaydān, che lo qualificò come "ridicolo". Più tardi, nel mese di maggio, Haftar tornò agli onori delle cronache internazionali lanciando l'Operazione Karāma (in arabo عملية الكرامة‎?, ʿAmaliyya al-Karāma), ossia "dignità", sferrando un attacco contro le milizie filo-fondamentaliste a Bengasi, assaltando del pari con armi pesanti la sede del parlamento libico a Tripoli.
Haftar sosteneva che i gruppi islamici, definiti sotto la comune sigla "Libya Dawn" (Alba della Libia), avevano preso il controllo del Parlamento libico. Egiziani ed Emirati Arabi Uniti intervennero a sostegno del governo libico con bombardamenti contro gli obiettivi della Libya Dawn.
Nell'autunno 2014, le forze islamiche conquistarono la città di Derna a 330 km dall'Egitto. A febbraio 2015, l'uccisione di 21 cristiani indusse la fuga di 15 000 egiziani oltreconfine.
Fra i numeri più rilevanti del conflitto interno e con lo Stato islamico: un terzo della popolazione libica emigrata in Tunisia, 30 000 morti nel solo 2014, e la produzione di greggio precipitata del 90%.

### Ministro della Difesa e Capo di Stato Maggiore in Cirenaica
Il 25 febbraio 2015 il gen. Haftar, forte dell'esplicito sostegno politico e militare egiziano, espresso dal Presidente al-Sīsī, viene nominato ministro della Difesa e Capo di Stato Maggiore dal governo cirenaico di Tobruk, nell'intento di sconfiggere le forze islamiste tripolitane. Haftar sostiene che la sua strategia militare si ispira principalmente a quella del grande comandante e Compagno del profeta, Khālid ibn al-Walīd.
Si è circondato di un gruppo ristrettissimo di collaboratori, tra cui due dei suoi figli, Ṣaddām e Khālid, che comandano due brigate, mentre gli altri suoi figli, ʿUqba e Ṣādiq, lo consigliano in materia economica e diplomatica. ʿAwn al-Ferjānī è il suo braccio destro militare. D'altronde, in seno al governo di Tobruk, Sālim Maḥmūd al-Ferjānī dirige la Sicurezza dello Stato (spionaggio), Belqāsem al-Ferjānī la Sicurezza Interna (controspionaggio) e Ayyūb al-Ferjānī gli investimenti militari, a dimostrazione che i legami tribali del generale sono ancora determinanti, visto che anch'egli fa parte della tribù cirenaica al-Ferjānī. Infine, Fāḍel al-Dīb è il suo consigliere politico.